# قرانية
القرانية أو القرانيا (الاسم العلمي: Cornaceae) هي فصيلة من النباتات تتبع رتبة القرانيات من طائفة ثنائيات الفلقة.

## أجناس
- القرانيا
- الطوبال